# 문우진
문우진(文友辰, 2009년 2월 19일 ~ )은 대한민국의 배우이다. 2017년 연기자로 데뷔한 이후 다수의 TV 시리즈에 출연했다. 첫 번째로 가장 잘 알려진 작품은 김비서가 왜 그럴까(2018)였다. 2020년 공포 강도 영화인 반도에 출연했다. 2019년 범죄 시리즈 '배가본드', 2020년 가족 드라마 '한 번 다녀왔습니다' 김지훈 역, 2021년 학원 드라마 '학교 2021'에서 어린 공기준 역, 2023년 드라마 '무인도의 디바'의 어린 정기호 역을 맡은 것으로 알려져 있다.

## 학력
- 인천상아초등학교 (졸업)
- 구월중학교 (졸업)
- 인천남고등학교 (재학)

## 경력
문우진은 소속 아티스트 티원엔터테인먼트 소속이다.
문우진은 2020년 KBS 가족 주말드라마 '한 번 다녀왔습니다'에서 김지훈 역으로 출연했다. 드라마 속 감정 연기로 2020년 KBS 연기대상 남자 '청소년 연기상'을 수상했다.
문우진은 인천광역시 홍보대사로도 위촉됐다. 2021년 9월에는 '마음씨(see)' 캠페인 공개모델로 활동하는 '마음을 구합니다' 공모전에 참여했다.

## 출연 작품

### 드라마
| 연도 | 방송사  | 제목                                           | 역할                                         | 비고 |
| ---- | ------- | ---------------------------------------------- | -------------------------------------------- | ---- |
| 2016 | MBC     | 일일 드라마 《행복을 주는 사람》               | 어린 이건우 (손승원 아역)                    |      |
| 2017 | SBS     | 주말 드라마 《우리 갑순이》                    |                                              |      |
| 2017 | SBS     | 드라마 스페셜 《수상한 파트너》                | 어린 지은혁 (최태준 아역)                    |      |
| 2017 | MBC     | 주말 특별기획 드라마 《도둑놈, 도둑님》        | 어린 한준희 / 장민재 (남다름, 김지훈 아역)   |      |
| 2017 | MBC     | 월화 드라마 《왕은 사랑한다》                  | 어린 왕원 (남다름, 임시완 아역)              |      |
| 2017 | KBS2    | 저녁 일일 드라마 《이름 없는 여자》            | 우는 남자 아이                               |      |
| 2017 | MBC     | 주말 드라마 《밥상 차리는 남자》               | 어린 이소원 (박진우 아역)                    |      |
| 2017 | tvN     | 토일 드라마 《명불허전》                       | 어린 허임 (김남길 아역)                      |      |
| 2017 | SBS     | 월화 드라마 《의문의 일승》                    | 한강                                         |      |
| 2018 | MBC     | 주말 특별기획 드라마 《데릴남편 오작두》       | 어린 오작두 / 오혁 (김강우 아역)             |      |
| 2018 | tvN     | 월화 드라마 《멈추고 싶은 순간 : 어바웃 타임》 | 어린 이도하 (이상윤 아역)                    |      |
| 2018 | tvN     | 수목 드라마 《김비서가 왜 그럴까》             | 어린 이영준 / 이성현 (박서준 아역)           |      |
| 2018 | MBC     | 수목 드라마 《이리와 안아줘》                  | 어린 채도진 / 윤나무 (남다름, 장기용 아역)   |      |
| 2018 | OCN     | 토일 드라마 《라이프 온 마스》                 | 경호                                         |      |
| 2018 | JTBC    | 금토 드라마 《내 아이디는 강남미인》           | 어린 도경석 (차은우 아역)                    |      |
| 2018 | JTBC    | 월화 드라마 《뷰티 인사이드》                  | 서우주                                       |      |
| 2018 | SBS     | 아침 드라마 《강남 스캔들》                    | 어린 홍세현 (서도영 아역)                    |      |
| 2019 | SBS     | 금토 드라마 《열혈사제》                       | 어린 김해일 (김남길 아역)                    |      |
| 2019 | OCN     | 수목 드라마 《킬잇》                           | 어린 김수현 (장기용 아역)                    |      |
| 2019 | OCN     | 토일 드라마 《왓쳐》                           | 어린 김영군 (서강준 아역)                    |      |
| 2019 | tvN     | 토일 드라마 《아스달 연대기》                  | 어린 타곤 (장동건 아역)                      |      |
| 2019 | SBS     | 금토 드라마 《배가본드》                       | 차훈 (특별 출연)                             |      |
| 2019 | JTBC    | 금토 드라마 《나의 나라》                      | 어린 서휘 (양세종 아역)                      |      |
| 2020 | KBS2    | 주말 드라마 《한 번 다녀왔습니다》             | 김지훈                                       |      |
| 2020 | SBS     | 금토 드라마 《더 킹 : 영원의 군주》            | 어린 강신재 / 강현민 (김경남 아역) (1인 2역) |      |
| 2020 | tvN     | 토일 드라마 《사이코지만 괜찮아》              | 어린 문강태 (김수현 아역)                    |      |
| 2020 | SBS     | 금토 드라마 《앨리스》                         | 어린 박진겸 (주원 아역)                      |      |
| 2021 | SBS     | 월화 드라마 《조선구마사》                     | 강녕대군                                     |      |
| 2021 | tvN     | 토일 드라마 《악마판사》                       | 어린 강요한 (지성 아역)                      |      |
| 2021 | KBS2    | 수목 드라마 《학교 2021》                      | 어린 공기준 (김요한 아역)                    |      |
| 2022 | Disney+ | 드라마 《키스 식스 센스》                      | 어린 차민후 (윤계상 아역)                    |      |
| 2023 | tvN     | 토일 드라마 《무인도의 디바》                  | 정기호                                       |      |
| 2023 | KBS2    | 《드라마 스페셜 - 폭염주의보》                 | 김이준                                       |      |
| 2024 | JTBC    | 토일 드라마 《히어로는 아닙니다만》            | 한준우                                       |      |
| 2024 | ENA     | 월화 드라마 《나의 해리에게》                  | 어린 정현오 (이진욱 아역)                    |      |
| 2024 | SBS     | 금토드라마 열혈사제 Part Ⅱ                     | 이상연                                       |      |
| 2025 | Disney+ | 드라마 《트리거》                              | 손준영                                       |      |

### 영화
| 연도 | 제목                       | 역할                 | 감독   | 비고 |
| ---- | -------------------------- | -------------------- | ------ | ---- |
| 2020 | 《반도》                   | 한정석 조카 (구동환) | 연상호 |      |
| 2022 | 《대가족》                 | 이승기 아역          | 양우석 |      |
| 2023 | 《어디로 가고 싶으신가요》 | 해수                 | 김희정 |      |
| 2024 | 《하이재킹》               | 이한봉               | 김성한 |      |
| 2025 | 《검은 수녀들》            | 희준                 | 권혁재 |      |

### 뮤직비디오
| 연도 | 가수     | 노래             | 공동 출연 | 비고 |
| ---- | -------- | ---------------- | --------- | ---- |
| 2017 | 워너원   | 〈Beautiful〉    |           |      |
| 2019 | 민경훈   | 〈Forever Love〉 |           |      |
| 2019 | 모모랜드 | 〈Thumbs Up〉    |           |      |

### 광고
| 연도 | 기업                | 제품                            | 종류          | 공동 출연 |
| ---- | ------------------- | ------------------------------- | ------------- | --------- |
| 2015 | 유한킴벌리          | 그린핑거 마이키즈               | 생활용품      |           |
| 2016 | 대한민국 국민안전처 | 대한민국 국민안전처             | 공익광고      |           |
| 2016 | 제주항공            | 우주박물관 제주여행             | 항공사        |           |
| 2016 | 오뚜기              | 오뚜기 피자                     | 식품          |           |
| 2016 | 필립스              | TODAY 캠페인                    | 가전          |           |
| 2016 | 교원그룹            | 구노스 바른 칭찬                | 교육          |           |
| 2016 | 현대자동차          | 기부드라이빙 캠페인             | 자동차        |           |
| 2016 | 한국경제신문        | 한국경제신문                    | 신문          |           |
| 2016 | 한국교직원공제회    | 한국교직원공제회                | 공익광고      |           |
| 2017 | 한우리              | 독서토론논술 - 엄마들은 다 안다 | 교육          |           |
| 2017 | 허그맘허그인        | 허그맘                          | 심리상담      |           |
| 2017 | LG전자              | 휘센 시스템 에어컨              | 가전          |           |
| 2017 | 롯데그룹            | 함께 가는 친구, 롯데            | 공익광고      |           |
| 2017 | 아이코닉스          | 스톤에이지 배틀 스톤리더        | 애니메이션    |           |
| 2023 | SK 텔레콤           | 에이닷                          | 콘텐츠 플랫폼 |           |

## 수상 및 후보
| 연도 | 시상식              | 부문                     | 작품                   | 결과 |
| ---- | ------------------- | ------------------------ | ---------------------- | ---- |
| 2019 | SBS 연기대상        | 남자 청소년 연기상       | 《배가본드》           | 후보 |
| 2020 | KBS 연기대상        | 남자 청소년 연기상       | 《한 번 다녀왔습니다》 | 수상 |
| 2023 | KBS 연기대상        | 남자 청소년 연기상       | 《폭염주의보》         | 수상 |
| 2024 | SBS 연기대상        | 남자 청소년 연기상       | 《열혈사제 Part Ⅱ》    | 수상 |
| 2025 | 제61회 백상예술대상 | 영화부문 남자 신인연기상 | 《검은 수녀들》        | 후보 |